# مزرعه چاه شور سفلی
مزرعه چاه شور سفلی یک منطقهٔ مسکونی در ایران است که در دهستان هرگان واقع شده‌است. مزرعه چاه شور سفلی ۲۹ نفر جمعیت دارد.